# Strumigenys doydeei
Strumigenys doydeei (лат.) — вид мелких земляных муравьёв рода Strumigenys из подсемейства Myrmicinae (Attini, ранее в Dacetini). Встречается в Юго-Восточной Азии: Вьетнам (провинция Дакнонг, Đắk Nông, Nam Nung Reserve), Китай (Юньнань), Таиланд (Chaiyaphum).

## Этимология
Вид S. doydeei назван в честь Пувадола Дойди (Dr Puvadol Doydee) за его поддержку во время экспедиций авторов работы в Таиланд. Название было создано путём добавления латинского суффикса родительного падежа единственного числа -i к фамилии.

## Описание
Мелкие муравьи (длина около 3 мм) с сердцевидной головой, расширенной кзади. Проподеум угловатый с парой зубцов. Обладают треугольными жвалами (длина головы HL 0,60—0,66 мм, ширина головы HW 0,44—0,47 мм, мандибулярный индекс MI 13—16). Включён в комплекс видов S. elegantula из видовой группы S. leptothrix. От близких видов отличаются следующими признаками: верх головы с прижатыми уплощёнными или лопатообразными волосками; без латерально выступающих волосков (максимум 1—2 в затылочном углу); в профиль верх головы без стоячих волосков; переднеспинка окаймлена дорсолатерально; проподеальные шипы покрыты широкими ламелями; бёдра, голени и базитарзусы с длинными прямыми волосками. В профиль глаз с четырьмя омматидиями в диаметре.
Основная окраска коричневая. Стебелёк между грудкой и брюшком состоит из двух члеников: петиолюса и постпетиолюса (последний чётко отделён от брюшка), жало развито. Предположительно, как и близкие виды, специализированные охотники на коллембол. Вид был впервые описан в 2023 году мирмекологами из Гонконга Kit Lam Tang (School of Biological Sciences, Гонконгский университет, Гонконг, Китай) и Benoit Guénard.